# Place de la Réunion (Mulhouse)
Pour les articles homonymes, voir Place de la Réunion.
La place de la Réunion est la place centrale de la vieille ville de Mulhouse, située dans le prolongement de la rue du Sauvage. Elle ouvre sur les rues Mercière, de la Lanterne, Henriette, sur la place Lambert, ainsi que sur le passage de l'Hôtel de ville.

## Toponymie
Le terme « Réunion » fait référence à l'épisode historique du rattachement de la République de Mulhouse à la République française le 15 mars 1798.

## Bâtiments d'intérêt
La place de la Réunion est bordée par plusieurs bâtiments historiques du vieux Mulhouse comme le temple Saint-Étienne, l’Hôtel de ville, la maison Mieg, l'ancienne corporation des tailleurs ou la pharmacie au Lys.
On y trouve également une fontaine surmontée de la statue du hallebardier.

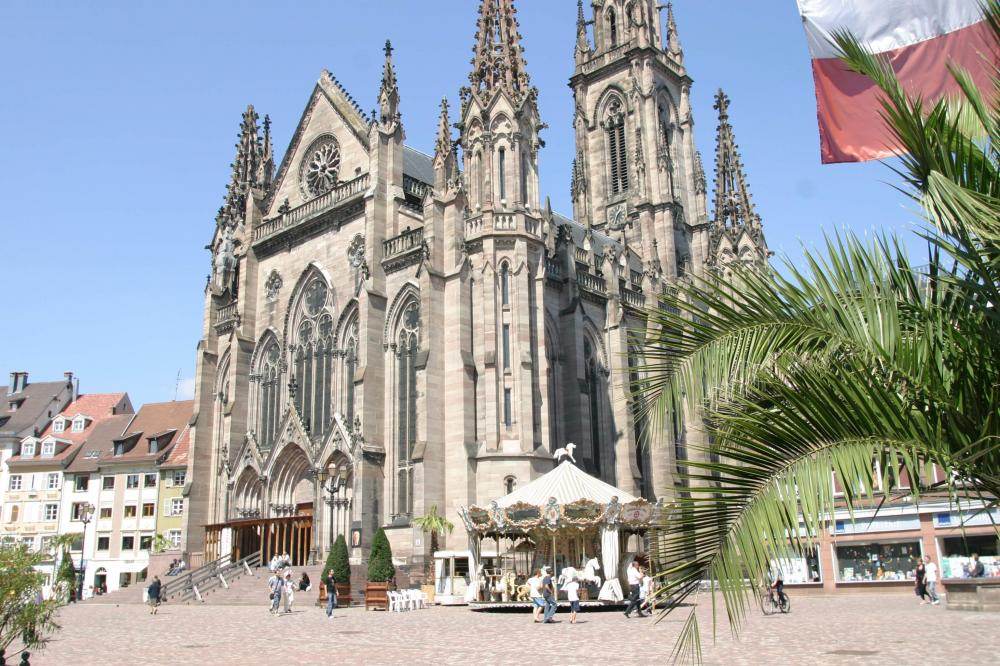
Temple Saint-Étienne et place de la Réunion
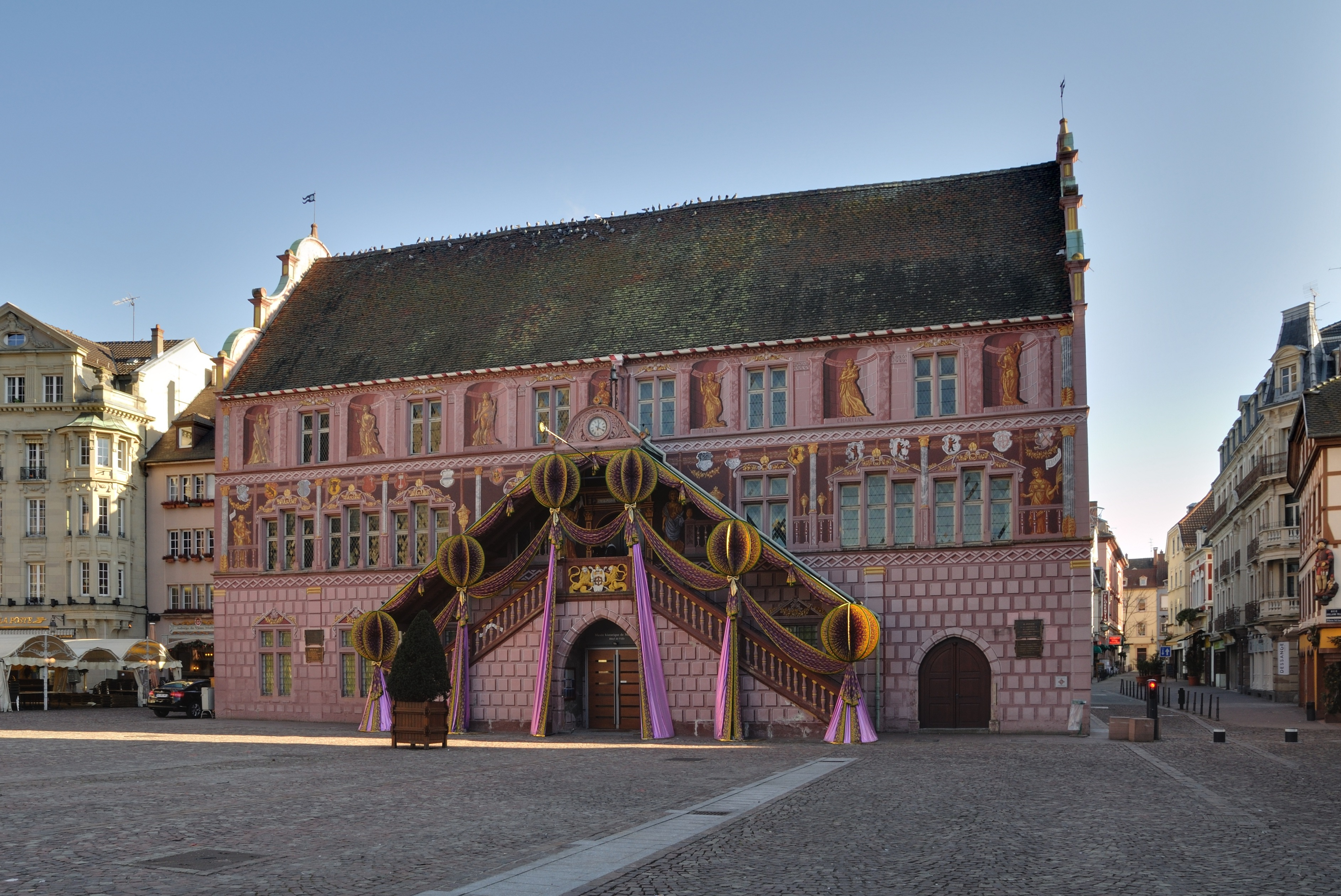
Hôtel de ville et place de la Réunion
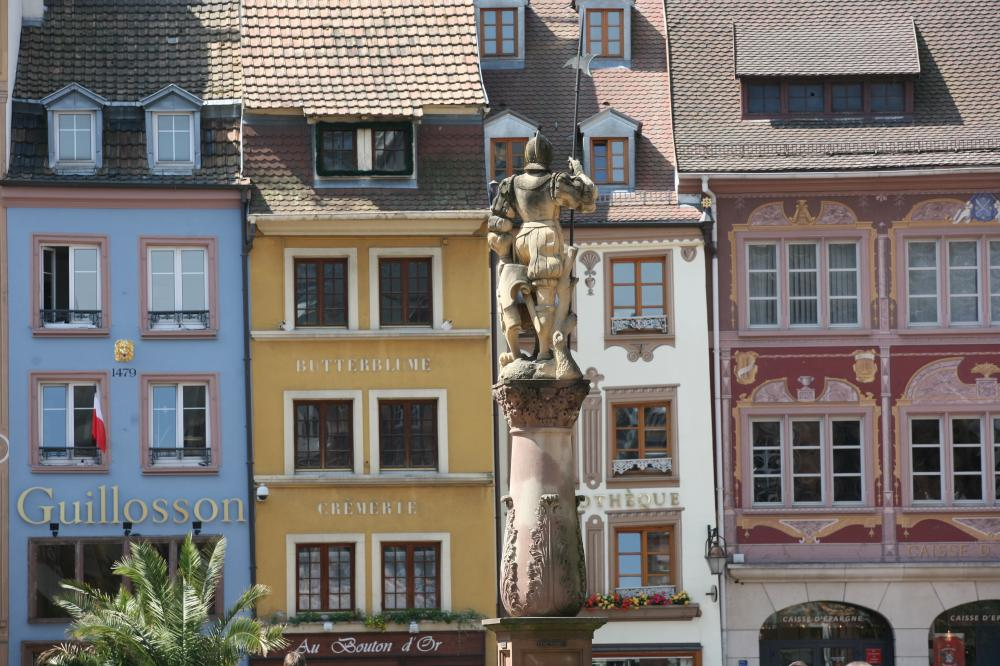
Façades de maison de la place de la Réunion et statue du hallebardier
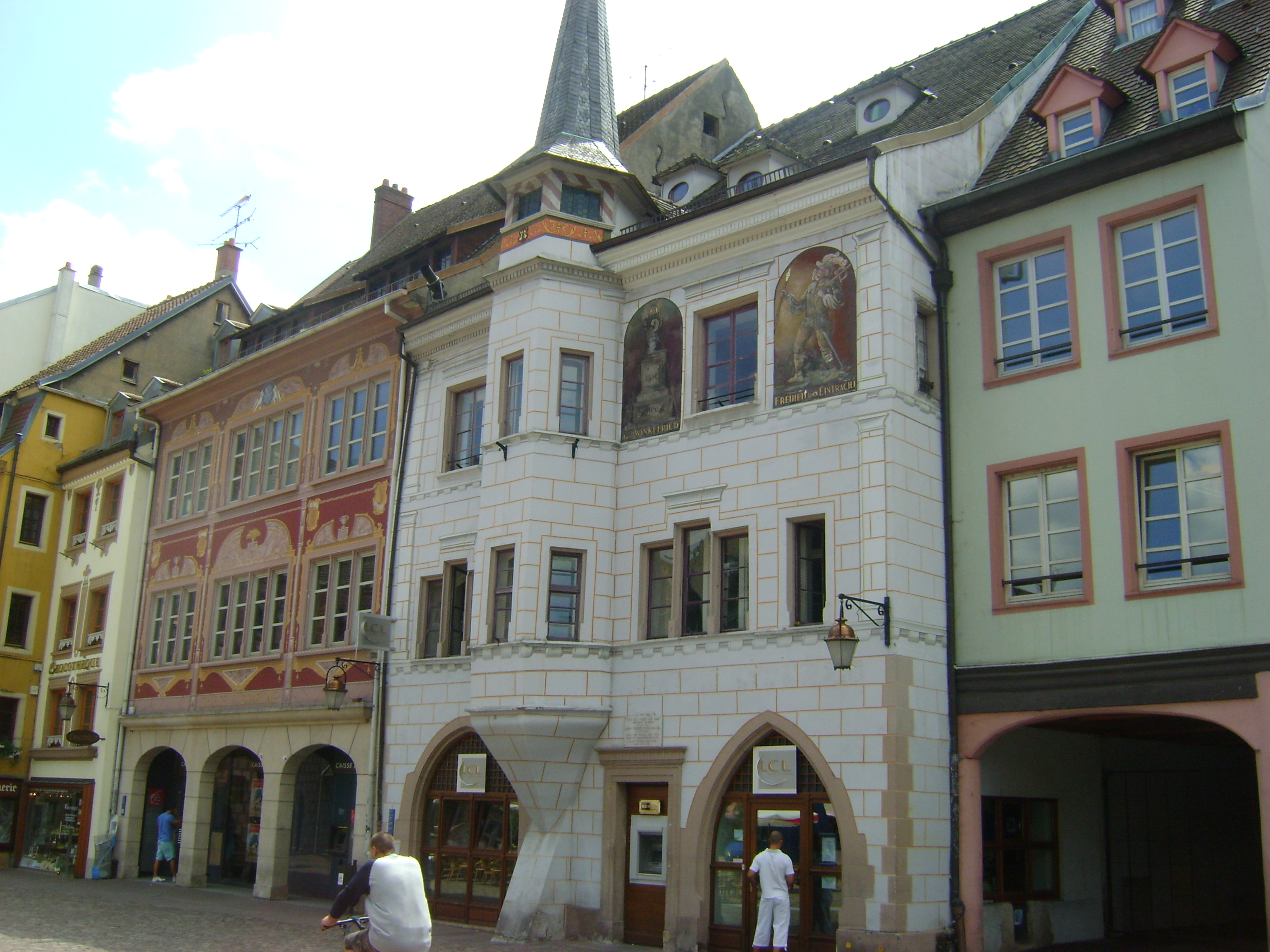
Ancienne corporation des tailleurs et Maison Mieg